# Puente de hierro sobre el Júcar entre Alcira y Carcagente
El puente de hierro sobre el Júcar es un puente de ferrocarril, sobre el río Júcar, situado en el límite entre los términos municipales de Alcira y Carcagente, en España. El puente de Hierro de la línea férrea se encuentra en suelo rústico, en el punto kilométrico 74,9 de la línea de ferrocarril de Valencia a Albacete por La Encina.
Es Bien de Relevancia Local con identificador número 46.20.017-026.

## Historia
Este puente constituye una de las imágenes de referencia más importantes de la ciudad, siendo en el momento de ser construido un paradigma de la ingeniería y la modernidad. Forma parte de un conjunto de una veintena de puentes sobre el río Júcar, como los de Alberique, Sumacárcer, Albalat, Riola, Cullera o Fortaleny, que son muestras de la arquitectura propia de la Revolución Industrial y del auge de los transportes a inicios del siglo XX. La Revolución Industrial comportó la introducción de nuevos materiales como el acero laminado o el hierro fundido, que permitirían a la vez una revolución de los transportes y la comunicación, y la creación de nueva tipología, los “puentes de hierro”.
En 1909 se construyó un primer puente metálico en sustitución de uno anterior de madera. Al desdoblarse la vía en 1926 fue necesario construir un segundo puente, parecido al anterior pero a un nivel ligeramente superior.

## Descripción
Se trata de un conjunto de dos puentes, de suela inferior, que se resuelven con una luz de 69 metros mediante dos vigas Pratt (vigas de celosía geométricamente indeformables por su estructura triangulada) de 8 metros de altura, trabadas en su parte superior con cruces de san Andrés de disposición Warren (disposición de vigas en celosía en que las triangulaciones son equiláteras). Las aceras se engloban dentro del conjunto del puente como pasarelas de mantenimiento. Aunque los dos puentes aparentemente se parecen, existen diferencias evidentes como que el antiguo se sitúa en un nivel inferior con respecto del más moderno o la utilización de un dintel frontal distinto y que mientras el primero presenta una viga horizontal reforzada con escuadras laminadas, el segundo se cierra por medio de tirantes ligeros.